# Denise Feierabend
Denise Feierabend, née le 14 avril 1989 à Engelberg, est une skieuse alpine suisse.

## Biographie
Née le 14 avril 1989 à Engelberg, dans le canton d'Obwald, Denise Feierabend fait ses débuts dans des courses FIS en 2004, avant de participer à sa première épreuve de coupe d’Europe en janvier 2006.
Le 8 février 2008, elle devient championne de Suisse junior de slalom spécial à Sörenberg et, sept jours plus tard, elle prend pour la première fois le départ d’une épreuve de coupe du monde, au cours du slalom de Zagreb. Partie avec le dossard 54, elle parvient à marquer ses premiers points, en finissant à la dix-huitième place.
Au début de la saison 2008-2009, elle termine le slalom de Levi à la treizième place, ce qui constitue, pendant trois ans, son meilleur résultat en coupe du monde dans cette discipline. Lors de cette même saison, elle parvient à trois reprises à décrocher une place parmi les vingt premières d’une épreuve de slalom spécial. En février 2009, elle réussit même à accrocher la sixième place du slalom spécial des championnats du monde à Val-d'Isère. Quelques jours plus tard, elle remporte son premier slalom spécial de coupe d’Europe à Zakopane, avant de devenir, le 1er mars 2009, championne du monde junior de slalom spécial à Garmisch-Partenkirchen. Au terme de cette saison, elle finit dix-septième du classement général final de la coupe d’Europe et à la troisième place de la coupe d’Europe de slalom. Cette année-là, elle est nommée par la fondation Aide sportive suisse, meilleur espoir féminin.
Denise Feierabend ne marquant des points en coupe du monde qu’à deux reprises, en super-combiné, lors de la saison 2009-2010, elle est obligée de retourner en coupe d'Europe en deuxième partie de saison. Elle termine à la vingt-quatrième place du classement général de la coupe d’Europe et, notamment, à la sixième place du classement de la coupe d’Europe de Super G. Elle obtient, au cours de cette saison, un podium lors de la manche de Super G à Saint Moritz.
Au cours de la saison 2010-2011, elle entre à neuf reprises dans les points, avec, comme meilleur résultat, deux quatorzième place, à Val-d’Isère en super-combiné et à Zagreb en slalom spécial. Grâce à deux places dans les quinze premières en slalom, elle se qualifie pour ses deuxièmes championnats du monde. Alignée dans trois disciplines, elle décroche la sixième place du super combiné, la vingt-et-unième du slalom spécial et la trente-cinquième du slalom géant. Le 24 mars 2011, elle remporte sa première médaille en championnat de Suisse, en terminant deuxième du super combiné, derrière Marianne Kaufmann-Abderhalden.
Denise Feierabend remporte, le 13 janvier 2012, sa deuxième épreuve de coupe d’Europe, en gagnant le Super G de Bad Kleinkirchheim. Quelques jours plus tard, elle parvient à décrocher son premier top 10 en coupe du monde avec une sixième place au super combiné de Saint Moritz. Cinq semaines plus tard, elle se blesse aux ligaments croisés du genou lors d’un entraînement à Ofterschwang et doit mettre un terme à sa saison. Malgré sa blessure, elle termine à la vingt-huitième place de la coupe du monde de slalom et au septième rang de la coupe du monde de super combiné.
Le 16 novembre 2013, elle renoue avec la Coupe du monde en décrochant un dixième rang lors du slalom spécial de Levi. Elle participe plus tard dans l'hiver aux Jeux olympiques d'hiver de Sotchi, terminant douzième du super combiné et dix-septième du slalom.
Aux Championnats du monde 2017, elle obtient son meilleur résultat en grand championnat en se classant quatrième du combiné et aussi neuvième du slalom.
Elle remporte une médaille d’or dans l’épreuve par équipes des Jeux olympiques de 2018, avant de mettre un terme à sa carrière à la suite des championnats de Suisse.

## Palmarès

### Jeux olympiques
| Édition / Épreuve   | Slalom | Combiné | Par équipes |
| ------------------- | ------ | ------- | ----------- |
| JO 2014 Sotchi      | 17e    | 12e     |             |
| JO 2018 Pyeongchang | 14e    | 9e      | Or          |

### Championnats du monde
| Édition / Épreuve                    | Slalom géant | Slalom | Combiné alpin |
| ------------------------------------ | ------------ | ------ | ------------- |
| Mondiaux 2009 Val d'Isère            | -            | 6e     | -             |
| Mondiaux 2011 Garmisch-Partenkirchen | 35e          | 21e    | 6e            |
| Mondiaux 2017 Saint-Moritz           | -            | 9e     | 4e            |

### Coupe du monde
- Meilleur classement général : 23e en 2017-2018.
- Septième place du classement final de la coupe du monde de combiné en 2011-2012.

| Saison/Classement | Général | Général | Descente | Descente | Slalom | Slalom | Super G | Super G | Combiné | Combiné |
| Saison/Classement | Class.  | Points  | Class.   | Points   | Class. | Points | Class.  | Points  | Class.  | Points  |
| ----------------- | ------- | ------- | -------- | -------- | ------ | ------ | ------- | ------- | ------- | ------- |
| 2007-2008         | 108e    | 13      | -        | -        | 48e    | 13     | -       | -       | -       | -       |
| 2008-2009         | 79e     | 49      | -        | -        | 31e    | 36     | -       | -       | 34e     | 13      |
| 2009-2010         | 103e    | 21      | -        | -        | -      | -      | -       | -       | 21e     | 21      |
| 2010-2011         | 61e     | 96      | -        | -        | 24e    | 74     | -       | -       | 23e     | 22      |
| 2011-2012         | 56e     | 132     | 49e      | 2        | 28e    | 68     | -       | -       | 7e      | 62      |
| 2013-2014         | 43e     | 156     | -        | -        | 17e    | 130    | -       | -       | 10e     | 26      |
| 2014-2015         | 67e     | 62      | -        | -        | 31e    | 38     | -       | -       | 11e     | 24      |
| 2015-2016         | 50e     | 180     | 33e      | 25       | 28e    | 60     | 35e     | 24      | 8e      | 72      |
| 2016-2017         | 56e     | 140     | 44e      | 13       | 22e    | 87     | 54e     | 4       | 16e     | 36      |
| 2017-2018         | 23e     | 345     | 45e      | 9        | 10e    | 267    | 43e     | 15      | 9e      | 54      |

### Championnats du monde junior
| Édition / Épreuve                        | Descente | Super-G | Slalom géant | Slalom   |
| ---------------------------------------- | -------- | ------- | ------------ | -------- |
| Mondiaux 2006 Le Massif/Mont Sainte-Anne | 14e      | 35e     | -            | Éliminée |
| Mondiaux 2007 Altenmarkt/Flachau         | Éliminée | -       | 27e          | 27e      |
| Mondiaux 2008 Formigal                   | Éliminée | 21e     | 26e          | 19e      |
| Mondiaux 2009 Garmisch-Partenkirchen     | -        | 11e     | Éliminée     | Or       |

### Coupe d’Europe
- Meilleur classement général : 17e en 2011-2012.
- Troisième place du classement final de la coupe d'Europe de slalom en 2008-2009.
- Trois podiums, dont deux victoires[18]

| Saison/Classement | Général | Général | Descente | Descente | Slalom | Slalom | Slalom géant | Slalom géant | Super G | Super G | Combiné | Combiné |
| Saison/Classement | Class.  | Points  | Class.   | Points   | Class. | Points | Class.       | Points       | Class.  | Points  | Class.  | Points  |
| ----------------- | ------- | ------- | -------- | -------- | ------ | ------ | ------------ | ------------ | ------- | ------- | ------- | ------- |
| 2005-2006         | 185e    | 4       | -        | -        | 95e    | 4      | -            | -            | -       | -       | -       | -       |
| 2006-2007         | 121e    | 29      | -        | -        | 73e    | 19     | 81e          | 2            | 61e     | 8       | -       | -       |
| 2007-2008         | 41e     | 194     | 70e      | 1        | 18e    | 141    | 90e          | 2            | -       | -       | 17e     | 50      |
| 2008-2009         | 17e     | 324     | -        | -        | 3e     | 269    | 51e          | 22           | 37e     | 18      | 34e     | 15      |
| 2009-2010         | 24e     | 310     | 53e      | 5        | 79e    | 11     | -            | -            | 6e      | 294     | -       | -       |
| 2010-2011         | 186e    | 1       | -        | -        | -      | -      | 88e          | 1            | -       | -       | -       | -       |
| 2011-2012         | 19e     | 341     | 22e      | 50       | -      | -      | 18e          | 151          | 10e     | 140     | -       | -       |
| 2013-2014         | 96e     | 63      | -        | -        | 76e    | 13     | -            | -            | 29e     | 50      | -       | -       |
| 2014-2015         | 28e     | 244     | -        | -        | 8e     | 244    | -            | -            | -       | -       | -       | -       |

| Saison    | Slalom      | Super G            | Total |
| --------- | ----------- | ------------------ | ----- |
| 2008-2009 | Zakopane    |                    | 1     |
| 2011-2012 |             | Bad Kleinkirchheim | 1     |
| 2014-2015 | Bad Wiessee |                    | 1     |
| Total     | 2           | 1                  | 3     |

### Coupe nord-américaine
- Deux podiums[20]

### Championnats de Suisse
- Championne de Suisse de slalom et de combiné alpin en 2015 et de super G en 2016.
- Médaillée d’argent de super combiné en 2011 et 2014, de slalom en 2014, et de descente en 2015 et 2016.

### Divers
- Espoir sportif féminin suisse de l’année en 2009.